# Th!nk City
De Th!nk City is een elektrische auto, geproduceerd door de Noorse autofabrikant Th!nk.
In 2007 probeerde Th!nk de nieuwe Th!nk City, met een verhoogde actieradius, op de markt te brengen. De nieuwe Th!nk werd geleverd met ZEBRA-batterij van Mes-dea of Li-Ion accu's van het Amerikaanse Enerdel.
De marktintroductie in 2007 mislukte, maar in 2008 werden enkele honderden exemplaren aan Noorse klanten verkocht.
In mei 2009 verleende de RDW de Europese typegoedkeuring voor de Th!nk City, waarmee het de eerste elektrische auto was die in heel Europa met typegoedkeuring kon worden gekocht. De prijs in Nederland bedroeg ongeveer 40.000 euro.
In juni 2011 ging het Noorse Th!nk voor de vierde maal failliet. De productie van auto's bij Valmet in Finland was dan al gestopt. In het Amerikaanse Elkhart ging de assemblage van CKD kits nog door.

## Ambulance
De gemeente Borger-Odoorn in Drenthe was de eerste plaats in Nederland die in het bezit kwam van een elektrisch ambulancevoertuig.
Burgemeester Marco Out van Borger-Odoorn kreeg op 14 augustus 2009 de sleutels voor het voertuig overhandigd in het Verkeerspark Assen. De Th!nk City was een voorrangsvoertuig met de gele ambulancekleur, zwaailicht en sirene. Op een volle accu kon tot 180 kilometer worden afgelegd. De topsnelheid van deze Th!nk City was 100 kilometer per uur.
Na de aanvaarding ging de elektrische auto naar de ambulancepost van UMCG Ambulancezorg (bij Borger). Het voertuig was bestemd voor ondersteunende diensten en personeelsvervoer.

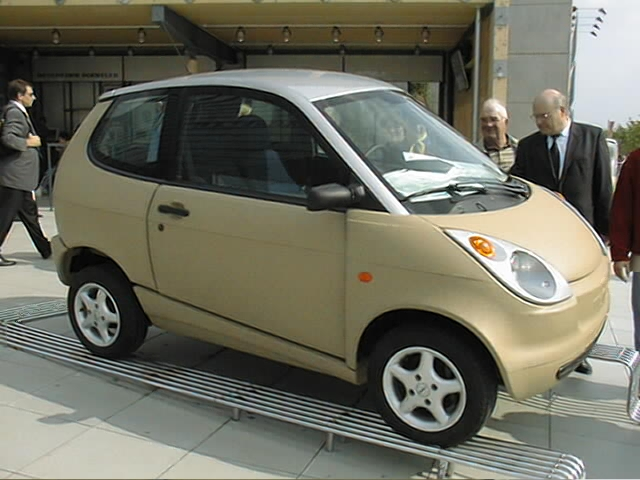
Classic Think 2000-2002